# Демайн, Эрик Д.
Э́рик Д. Демайн (англ. Erik D. Demaine; род. 28 февраля 1981) — канадский профессор информатики в Массачусетском технологическом институте.

## Ранние годы и образование
Эрик Демайн родился в Галифаксе, Новая Шотландия, в семье художника Мартина Л. Демайна и Джуди Андерсон. В 7 лет был признан вундеркиндом в нескольких штатах. До поступления в университет (в возрасте 12 лет) путешествовал с отцом по Северной Америке и прошёл домашнее обучение.
В возрасте 14 лет Демайн получил степень бакалавра в университете Дэлхаузи в Канаде, а в 20 лет закончил докторнатуру и защитил PhD диссертацию (в России степень доктора философии приравнивается к степени кандидата наук) в университете Уотерлу.
PhD диссертация Демайна — это работа из области математики оригами, которая была написана и прошла защиту в университете Уотерлу под руководством Анны Любив и Иана Манро. Работа получила канадскую Золотую медаль генерал-губернатора и премию Научного совета по естественным и техническим наукам (англ. Natural Sciences and Engineering Research Council, NSERC) за Лучшую кандидатскую диссертацию и исследования в Канаде (2003 год).
Некоторые фрагменты диссертации вошли в книгу Geometric Folding Algorithms (рус. Алгоритмы Геометрического Складывания) о математике оригами, которая была опубликована в соавторстве с Джозефом О’Рурке в 2007 году.

## Профессиональное образование
В 2001 году Демайн в возрасте 20 лет начинает преподавать на факультете Массачусетского Технологического Института, став самым молодым преподавателем за всю историю МТИ. В 2011 году ему было присвоено звание профессора.
Художественные работы математики оригами Эрика и Мартина Демайнов стали частью выставки «Дизайн и Гибкое Мышление» (англ. Design and the Elastic Mind) в Музее современного искусства (англ. Museum of Modern Art, сокр. MoMA). В 2008 году работы были включены в постоянную коллекцию музея. В том же году Эрик Демайн выступил в качестве одного из художников документального фильма Between the Folds, повествующем о художниках оригами, который позднее был показан на канале PBS.
Эрик Демайн является президентом совета директоров корпорации Gathering 4 Gardner и членом группы теории алгоритмов в лаборатории МТИ информатики и искусственного интеллекта.

## Награды
- В 2003 году получил стипендию Мак-Артура, так называемый «грант для гениев»[11].
- В 2013 году получил премию Пресбургера[англ.] Европейской Ассоциации Теоретической Информатики (EATCS) для молодых учёных. В тексте премии перечислены законченные работы, куда входят работы по задаче о складном метре, о шарнирной равносоставленности, о структуре данных частичных сумм, о конкурентном анализе[англ.] двоичных деревьев поиска, о минорах графов и компьютерном оригами[12]. В том же году он получил стипендию Гуггенхайма[англ.][13].
- В 2015 году вместе с соавторами Фёдором Фоминым, Мохаммедом Т. Хэджиагеай и Димитросом Тиликосома получил премию Нероуда[англ.] за работу по двухмерности[англ.]. Работа была посвящена общим техникам разработки фиксированно-параметрически разрешимых[англ.] точных алгоритмов и аппроксимационным алгоритмам для класса алгоритмических задач на графах[14].
- В 2016 году стал членом Ассоциации Вычислительной Техники[англ.][15], а в 2017 году — почётным доктором Бард-колледжа[16].
- В 2020 году получил премию MIT Bose за выдающиеся достижения в области преподавания.